# Gibbula multicolor
Gibbula multicolor is een slakkensoort uit de familie van de Trochidae. De wetenschappelijke naam van de soort is voor het eerst geldig gepubliceerd in 1848 door Krauss als Trochus multicolor.